# Twierdzenie Gleasona-Kahane-Żelazki
Twierdzenie Gleasona-Kahane-Żelazki – w teorii przemiennych algebr Banacha twierdzenie charakteryzujące funkcjonały liniowo-multiplikatywne na zespolonych, przemiennych algebrach Banacha z jedynką. Twierdzenie udowodnione niezależnie przez Gleasona oraz Kahane i Żelazkę.

## Wprowadzenie
Niech {\displaystyle A} będzie algebrą Banacha z jedynką {\displaystyle 1.} Niech {\displaystyle GL(A)} oznacza grupę elementów odwracalnych w {\displaystyle A} oraz niech {\displaystyle f\in A^{*}} będzie niezerowym funkcjonałem liniowo-multiplikatywnym na {\displaystyle A.} Wówczas
- {\displaystyle f(1)=1.} Rzeczywiście, {\displaystyle f(1)=f(1\cdot 1)=f(1)\cdot f(1).} Oznacza to, że {\displaystyle f(1)} jest skalarem równym swojemu kwadratowi, czyli {\displaystyle f(1)=0} lub {\displaystyle f(1)=1.} Pierwszy przypadek jest jednak niemożliwy, ponieważ {\displaystyle f} jest niezerowym funkcjonałem, a {\displaystyle f(a)=f(1)f(a)} dla każdego {\displaystyle a\in A,} skąd {\displaystyle f(1)=1.}
- Dla każdego {\displaystyle a\in GL(A)} wartość {\displaystyle f(a)} jest niezerowa. Rzeczywiście, {\displaystyle 1=f(1)=f(a)\cdot f(a^{-1}).}

Twierdzenie Gleasona-Kahane-Żelazki gwarantuje, że te dwie własności charakteryzują funkcjonały liniowo-multiplikatywne na zespolonych przemiennych algebrach Banacha z jedynką.

## Twierdzenie
Niech {\displaystyle A} będzie zespoloną, przemienną algebrą Banacha z jedynką {\displaystyle 1} oraz niech {\displaystyle f\in A^{*}} będzie ograniczonym, niezerowym funkcjonałem liniowym. Wówczas {\displaystyle f} jest multiplikatywny wtedy i tylko wtedy, gdy
- {\displaystyle f(1)=1,}
- {\displaystyle f(a)\neq 0} dla każdego {\displaystyle a\in GL(A).}

Innymi słowy {\displaystyle f} jest multiplikatywny wtedy i tylko wtedy, gdy dla każdego {\displaystyle a\in A} wartość {\displaystyle f(a)} należy do {\displaystyle \sigma (a),} tj. widma elementu {\displaystyle a.}